# Goran Milošević
Goran Milosevic (Zemun, 9 de juliol de 1972) és un futbolista serbi, ja retirat, que jugà de defensa.
Després de jugar en diversos clubs de mitja categoria al seu país, el 1996 marxa a l'Iraklis de la lliga grega, i un any després al RCD Espanyol, de la competició espanyola, on romandria en diversos equips fins que el 2002 retorna a Iugoslàvia per militar en un tot seguit d'equips modestos.